# Dietrich Kausche
Dietrich Kausche (* 20. Mai 1914 in Kolberg; † 22. Januar 1988 in Werl) war ein deutscher Historiker und Archivar.

## Leben
Kausche besuchte in seiner Heimatstadt Kolberg in Pommern von 1923 bis 1932 den humanistischen Zweig des Gymnasiums. Er studierte Geschichte, Latein und Griechisch an der Universität Tübingen, der Universität Halle-Wittenberg, der Friedrich-Wilhelms-Universität zu Berlin und schließlich als Schüler des Historikers Adolf Hofmeister an der Ernst-Moritz-Arndt-Universität Greifswald. In Greifswald wurde er 1936 mit der Dissertation Geschichte des Hauses Putbus und seines Besitzes im Mittelalter promoviert. Aus der Materialsammlung für seine Dissertation entstand 1940 seine Veröffentlichung Putbusser Regesten.
Von Oktober 1937 bis März 1939 nahm er am Lehrgang für den höheren Archivdienst am Institut für Archivwissenschaft und Geschichtswissenschaftliche Fortbildung in Berlin-Dahlem teil. Im April 1939 kam er an das Staatsarchiv Oldenburg. Während des Zweiten Weltkriegs wurde er 1940 zur Nachrichtentruppe eingezogen und kam im Mai 1945 in amerikanische Kriegsgefangenschaft. Nach seiner Entlassung aus der Kriegsgefangenschaft im September 1946 arbeitete er wieder im Archivdienst und kam 1948 ans Staatsarchiv Hamburg, wo er bis zu seiner Pensionierung im Dezember 1977 tätig war, seit 1966 als Staatsarchivdirektor. Seine Archivtätigkeit führte ihn zur Geschichte von Hamburg-Harburg, über die er mehrere Beiträge veröffentlichte.
Kausche befasste sich auch in Hamburg weiter mit der Geschichte Pommerns. Er war ein aktives Mitglied der 1954 in Hamburg wiedergegründeten Gesellschaft für pommersche Geschichte, Altertumskunde und Kunst, gehörte ab 1965 der Schriftleitung der von der Gesellschaft herausgegebenen Baltischen Studien an und war seit 1969 Mitglied der Historischen Kommission für Pommern.   

## Schriften (Auswahl)
- Geschichte des Hauses Putbus und seines Besitzes im Mittelalter. Dresden 1937, OCLC 699547974.
- Putbusser Regesten. Regesten und Urkunden zur Geschichte der Herren von Putbus und ihres Besitzes im Mittelalter. Stettin 1940, OCLC 177317349.
- Aus der Frühzeit der Harburger Gummiindustrie. Die Anfänge der Gummifabrik der Brüder Cohen in der Wilstorfer Straße 1856–1864. Hamburg 1981, ISBN 3-7672-0695-1.
- Harburger Erbregister von 1667. Ein Dokument zur Geschichte des alten Amtes Harburg, seiner Dörfer, Höfe und Bauern. Mit einer historischen Karte. Hamburg 1987, ISBN 3-923356-12-9.